# Časová osa Operace Ochranné ostří
Toto je časová osa palestinsko-izraelského vojenského konfliktu známého jako Operace Ochranné ostří. Konflikt mezi izraelskými IOS a palestinskými organizacemi jako Hamás, Palestinský islámský džihád (PID) a dalšími započal 8. července 2014 a skončil uzavřením příměří 26. srpna 2014.

## První týden

### 8. července
Příprava na velkou ofenzívu proti Hamásu započala již v pondělí 7. července, kdy izraelská armáda povolala 1 500 záložníků k jednotkám blízko Pásma Gazy, kde se připravovali na případnou eskalaci konfliktu. Druhý den, v úterý, bylo povoláno dalších 40 000 záložníků k nasazení u hranic s Pásmem Gazy.
V noci z pondělí 7. července na úterý 8. července začalo izraelské ostřelování 50 cílů v Pásmu Gazy jako odveta za vypálení přibližně 81 raket na izraelské území během předchozích 24 hodin. Během tohoto přípravného ostřelování bylo zraněno sedmnáct Palestinců.
Během odpoledne IOS pokračovaly v cílených útocích proti cílům v Gaze, např. proti domu jednoho z velitelů Hamásu Abdula Rahmana Juda, který podle některých tvrzení používal svůj dům jako velitelské a řídící středisko. Při útocích byl zabit i Muhammad Sa´aban, velitel námořního oddílu Hamásu, cílem útoků se staly domy dalších vysokých představitelů Hamásu. Obyvatelé domů, proti kterým byly útoky vedeny byli izraelskou armádou vyzváni, aby se uchýlili do bezpečí.
Na útoky Hamás odpověděl prohlášením, že všichni Izraelci se stávají legitimními cíli. V podvečer rakety obranného systému Železná kopule sestřelily raketu mířící na Tel Aviv. Krátce poté se pět palestinských ozbrojenců pokusilo dostat do Izraele přes pláž poblíž kibucu Zikim. V následné přestřelce s příslušníky IOS všichni Palestinci zahynuli.
Na tiskové konferenci uspořádané ve večerních hodinách příslušníci Hamásu zveřejnili své požadavky, kterými podmiňují ukončení raketového ostřelování Izraele. Mezi tyto požadavky patří dle slov Hamásu mimo jiné ukončení okupace pásma Gazy, Jeruzaléma a Západního břehu Jordánu. Hamás zároveň přijal odpovědnost za odpalování raket proti Izraeli. K odpovědnosti za raketové ostřelování se přihlásili i Islámský džihád, Výbory lidového odporu a Demokratická fronta pro osvobození Palestiny.
Během večera bylo vystřeleno několik raket proti Tel Avivu a Jeruzalému. Jedna z raket dopadla do Chadery ležící 45 km severně od Tel Avivu, což je nejdelší vzdálenost, kterou překonala raketa vystřelená z pásma Gazy.
Během celého dne izraelská armáda zaútočila na 435 cílů v pásmu Gazy. Při těchto útocích zahynulo 23 Palestinců včetně dvou dětí do pěti let. Zraněno bylo 122 lidí. Během dne bylo z pásma Gazy vypáleno proti Izraeli 225 raket, z nichž 40 bylo sestřeleno.

### 9. července
Krátce po půlnoci se pod vedením prezidenta Mahmúda Abbáse sešlo vedení palestinské samosprávy. Abbás požádal egyptského prezidenta Abd al-Fattáha as-Sísího o zprostředkování příměří.
IOS oznámily, že v noci napadly 160 cílů v pásmu Gazy, proti Izraeli v tomto období bylo vystřeleno 235 raket. V odpoledních hodinách potvrdily IOS dalších 129 úderů v Gaze proti palestinským ozbrojencům, palebným uskupením a velitelským centrům.
V podvečer zaútočilo izraelské letectvo na další cíle v Gaze. Při jednom z útoků byl zabit jeden z velitelů Islámského džihádu, v dalším zasaženém domě zahynula matka s dvěma dětmi. Prezident Abbás nazval tyto útoky izraelskou genocidou. Během večera odpálil Hamás dvě rakety proti Dimoně ve snaze zasáhnout tamní jaderné zařízení.
V rozhovoru pro The Guardian uvedl představitel organizace Lékařská pomoc pro Palestince, že nejméně sedm dětí zemřelo v souvislosti s izraelskými útoky.
Počet obětí během dne dosáhl na palestinské straně 51 lidí. 450 osob bylo zraněno. Na izraelské straně nebyl nikdo zabit, 68 osob bylo zraněno.
Po 36 hodinách bojů dosáhl počet obětí na palestinské straně 68 mrtvých a 550 zraněných. Izrael během tohoto období zaútočil na 550 cílů. Během tohoto období zasáhl Izrael proti více cílům než za osm dní trvající operaci Pilíř obrany.

### 10. července
V časných ranních hodinách oznámil Pan Ki-mun, generální tajemník OSN, že se s několika světovými vůdci pokoušel nalézt řešení konfliktu. Zároveň bylo oznámeno, že se k jednáním o problému sejde Rada bezpečnosti OSN.
V průběhu noci zaútočilo izraelské letectvo na celkem 320 cílů. Výsledkem bylo 14 mrtvých, včetně několika žen a dětí. Z Gazy byly během rána odpáleny rakety proti řadě míst v Izraeli, např. proti Tel Avivu, Dimoně, Aškelonu a dalším. Pokud nedojde k zastavení raketových útoků, pohrozil Izrael pozemní operací. K 10. červenci podle tvrzení mluvčího IOS dopadlo do Izraele 234 raket a 64 jich bylo zničeno protiraketovým obranným systémem.
Během odpoledne podniklo izraelské letectvo útoky proti třem vysokým představitelům Islámského džihádu, kterým Izrael přičítá odpovědnost za raketové útoky proti svému území. Počet mrtvých Palestinců za tento den dosáhl 33. Proti Izraeli bylo za toto období vypáleno 96 raket. Ve večerních hodinách USA prostřednictvím svého konzulátu Jeruzalémě oznámily, že nabízí pomoc všem americkým občanům nacházejícím se v pásmu Gazy. Prohlášení přišlo poté, co Izrael oznámil, že jeho cílem není příměří, ale úplná demontáž infrastruktury Hamásu. Hamás ve svém prohlášení deklaroval svou připravenost k dlouhé bitvě.

### 11. července
Ve 3.30 sestřelil systém Iron Dome raketu nad Haifou, což bylo dosud nejdále od pásma Gazy. Časně ráno byly příslušníkem organizace Al-Džamál Al-Islamíja odpáleny tři rakety z území Libanonu. Ty nezpůsobily v Izraeli žádné škody. Na palbu z libanonského území odpověděl Izrael odpálením 25 dělostřeleckých granátů proti Libanonu. Egyptské úřady zlikvidovaly pokus o propašování raket na své území. Předpokládá se, že rakety měly být odpáleny proti Izraeli.
Za celý den Izrael zaútočil proti 235 cílům v pásmu Gazy, což mělo za následek 23 mrtvých. Proti Izraeli bylo vypáleno 137 raket, které nezpůsobily žádné úmrtí. Od začátku operace IOS zaútočila na 1090 cílů v pásmu Gazy, proti Izraeli bylo celkem vypáleno 525 raket.

### 12. července
Útok IOS proti domu policejního šéfa Gazy měl za následek 21 mrtvých a 45 zraněných. Řada mrtvých byli lidé v té chvíli vycházející z blízké mešity. Při jednom z dalších útoků zasáhla izraelská raketa centrum pro zdravotně postižené v Gaze a vyžádala si životy dvou jeho obyvatel. Zasažena byla i mešita, která podle mluvčího IOS sloužila jako muniční sklad. Hamás se přihlásil k odpovědnosti za deset raket odpálených proti Tel Avivu. Exploze si nevyžádaly žádné oběti. Na tiskové konferenci ve večerních hodinách oznámil Hamás záměr odpálit proti Izraeli několik desítek raket s cílem zpochybnit účinnost protiraketového deštníku Iron Dome. Většina těchto raket dopadla do neobydlených oblastí, tři rakety byly systémem sestřeleny. Jako odvetu za tento hromadný útok provedly IOS kombinovaný útok zahrnující dělostřelectvo a letectvo proti řadě cílů v Gaze.
Tři rakety vypálené pozdě večer proti Efratu z pásma Gazy dopadly do palestinských oblastí v Betlémě a Hebronu. Pozdě v noci odpověděl Izrael dělostřeleckou palbou na dvě rakety vystřelené z Libanonu směrem na západní Galileu.
Během celého dne Izrael zaútočil na 180 cílů v Gaze. Při těchto útocích zahynulo 51 lidí. Z pásma Gazy bylo vystřeleno 125 raket, které nezpůsobily žádné ztráty na životech.

### 13. července
Časně ráno se na pláži al-Sudanija v Gaze vylodili izraelští vojáci. Jejich cílem bylo zničení zařízení pro odpalování raket dlouhého doletu. Během operace se Izraelci střetli s příslušníky Hamásu. V následné přestřelce byli tři příslušníci Hamásu zabiti a čtyři izraelští vojáci zraněni.
Dle Izraele byla operace úspěšná, neboť se podařilo zničit několik odpalovacích zařízení.
Od 6.00 díky půlhodinovému zastavení bojů mohli Gazu v doprovodu IOS opustit lidé s dvojím občanstvím. Této možnosti využilo 670 lidí,
mnoho dalších ale zůstalo.
Během dopoledne vystřelili Palestinci čtyři rakety proti Guš Danu, Šefele a Ašhodu.
V Aškelonu byl při výbuchu vážně zraněn jeden chlapec.
Během odpoledne odpálil Hamás rakety typu Fajr-5, Kassám a LAR-160 proti řadě míst po celém Izraeli. Část raket byla zachycena a zničena systémem Iron Dome.
Rakety vypálené z Gazy během večera zasáhly v Izraeli infrastrukturu zásobující elektřinou 70 000 Palestinců v Gaze.
Během dne udeřil Izrael proti 173 cílům v Gaze, výsledkem bylo 13 mrtvých. Proti Izraeli bylo vypáleno 130 raket, nikdo nebyl zabit.

### 14. července
Dle tvrzení IOS bylo při jejich útocích v Gaze zničeno 3000 raket z celkového počtu 9000 raket, které Palestinci vlastní.
Během odpoledne IOS podle svého tvrzení sestřelili poblíž Ašhodu dron vypuštěný z Gazy. K vypuštění dronu se později přihlásil Hamás s tím, že do Izraele vyslal celkem šest strojů, z nichž tři splnily své úkoly na vojenských základnách IOS.
V podvečer vydal Hamás zprávu, že protitankovou střelou Kornet zničil izraelský tank Merkava. Izrael útok na tank potvrdil, ale sdělil, že raketu zničil aktivní systém ochrany vozidla Thropy před tím, než zasáhla svůj cíl.
Během dne bylo z Gazy proti Izraeli vystřeleno 115 raket, aniž Izrael zaznamenal ztráty na životech. Izrael udeřil proti 163 cílům v Gaze a zabil sedm bojovníků Hamásu.

## Druhý týden

### 15. července
Během noci byly proti Ejlatu vypáleny dvě rakety a to z Egypta. Bylo to poprvé, co došlo k odpálení raket z tohoto území.
V 7.00 Izrael oznámil, že souhlasí s egyptským návrhem na příměří, které by mělo platit od 9.00.
Hamás oznámil, že o příměří s ním nikdo nejednal, jeho přijetí by se, dle Hamásu navíc než příměří podobalo spíše kapitulaci. Po zahájení příměří odpálil Hamás proti Izraeli 40 raket. Představitel Hamásu Ismail Haníja poté sice připustil, že Hamás o chystaném příměří věděl, ale nepřijme ho do té doby, dokud Izrael nesplní požadavky palestinského lidu jako například ukončení blokády. Po šesti hodinách jednostranného příměří Izrael obnovil útoky jako odpověď na raketové ostřelování z Gazy.
Během večera izraelský premiér Netanjahu odvolal náměstka ministra obrany Danny Danona s tím, že Danon ve svém prohlášení ponížil Izrael před Hamásem. Během večera také na zranění utrpěná při palestinské minometné palbě zemřel v Izraeli druhý člověk.
Během dne zaútočil Izrael na 96 cílů v pásmu Gazy, což mělo za následek 16 mrtvých. Proti Izraeli bylo vystřeleno 156 raket.
Během této operace bylo ke dni 15. července 2014 podle údajů Úřadu pro koordinaci humanitárních záležitostí při OSN dosud zabito 214 osob (z toho nejméně 164 civilistů) a zraněno 1585 osob. Podle IOS patřilo 90 zabitých osob k palestinským ozbrojencům a další mrtvé lze přičíst faktu, že Hamás používá "lidské štíty", což bylo potvrzeno vystoupením mluvčího Hamásu v palestinské televizi Al-Aqsa, kde povzbuzoval Palestince k vytváření lidských štítů. Na izraelské straně byl zabit 15. července jeden člověk a dále bylo zraněno 22 osob.[zdroj?] K 15. červenci ostřelovaly IOS více než 1680 míst v Pásmu Gazy, z palestinské strany bylo vypáleno více než 1210 raket, z nichž Železná kopule zneškodnila okolo 213 raket. Několik raket bylo do severního Izraele vypáleno z jižního Libanonu, minimálně jedna byla vypálena libanonskými teroristy z organizace Al-Džamá Al-Islamíja. Pár dalších raket bylo vypáleno do Izraele ze Sýrie a pokus o vypálení dvou raket z Egypta byl zmařen egyptskou stranou.

### 16. července
Během noci izraelské letectvo bombardovalo dům jednoho z velitelů Hamásu, zasaženy byly i tři domy dalších z vůdců. Všechny čtyři domy byly v době útoku prázdné. Po těchto útocích bylo oznámeno, že počet obětí v Gaze překonal hranici 200. V průběhu noci odeslal také Izrael připravené nahrávky přibližně 100000 obyvatel Gazy s výzvou k opuštění domovů do 8.00.
Izraelská zdravotnická organizace Magen David Adom nabídla palestinské straně krev pro potřeby zraněných. Palestinská samospráva nabídku odmítla a odmítla i nabídku na pomoc při odběrech krve.
Během odpoledne Hamás a Palestinský islámský džihád navhly uzavření desetiletého příměří s Izraelem při splnění těchto podmínek ze strany Izraele:
- Izraelské tanky se stáhnou z Gazy zpět do Izraele
- Palestinští vězni budou propuštěni výměnou za zajatého Gilada Šalita a vojáky zajaté během operace Bratrův ochránce
- Dojde k znovuotevření hraničních přechodů pod kontrolou OSN
- Bude zřízeno letiště v Gaze pod kontrolou OSN
- Bude rozšířeno pobřežní pásmo pro rybolov na 13 km
- Hranice mezi Gazou a Izraelem bude pod kontrolou OSN
- Izrael nebude zasahovat do činnosti palestinské vlády
- Bude uděleno povolení pro obyvatele Gazy k návštěvě jeruzalémského chrámu Al-Aksá za účelem modliteb

Pozdě odpoledne šrapnely z dělostřeleckého náboje vystřeleného izraelským dělovým člunem zabily na pláži v Gaze čtyři palestinské chlapce ve věku 9-11 let. Během dne objevili zaměstnanci UNRWA v prázdné školní budově v Gaze ukrytých 20 raket. Izrael následně oznámil, že rakety byly vráceny Hamásu. Mluvčí UNRWA prohlásil, že je běžnou praxí OSN všude na světě, že nevybuchlá munice se předává orgánům místní správy.
Během dne zaútočil Izrael na 50 cílů v pásmu Gazy, což mělo za následek smrt 17 lidí. Proti Izraeli bylo za stejnou dobu vypáleno 94 raket.

### 17. července
Izrael a Hamás souhlasili s příměřím navrženým OSN, které se konalo mezi 10.00 a 15.00 místního času. Několik hodin před nabytím účinnosti příměří proniklo 13 ozbrojených příslušníků Hamásu tunelem z Gazy do Izraele. V následné přestřelce s IOS utrpěli Palestinci ztráty a byli odraženi bez ztrát na izraelské straně. Palestinští ozbrojenci byli dle tvrzení rádia izraelské armády vybaveni prostředky pro únos.
Dvě hodiny před nabytím účinnosti příměří byly proti Izraeli vypáleny tři rakety, ke kterým se žádná z palestinských skupin nepřihlásila. Další rakety proti Izraeli byly vypáleny v okamžiku ukončení příměří v 15.00. V podvečer sestřelily IOS dron, k jehož vypuštění se přihlásil Hamás.
V podvečer zahájilo izraelské dělostřelectvo palbu na sever pásma Gazy, když před tím vyzvalo civilní obyvatelstvo, aby prostor opustilo. Opuštění prostoru civilním obyvatelstvem nařídil i Hamás. Ve 22.30 oznámila televizní stanice Islámského džihádu, že do Gazy vstoupily izraelské pozemní jednotky. Izrael zahájil pozemní invazi do Pásma Gazy poté, co jednání o příměří s Hamásem zkrachovala. Zahájení pozemní invaze potvrdili i premiér Netanjahu a ministr obrany Moše Ja'alon. Netanjahu uvedl, že cílem pozemní operace je likvidace tunelů používaných Hamásem k útokům proti Izraeli.

### 18. července
Povoláním dodatečných záloh stoupla síla jednotek IOS účastnících se operace na 72 000.
Během noci izraelské jednotky zničily dům vůdce Palestinského islámského džihádu. Během dne Izrael oznámil, že nalezl 13 tunelů, čímž celkový počet objevených tunelů stoupl na 21. Výsledkem prvního dne pozemní operace bylo 20 mrtvých a 13 zajatých příslušníků Hamásu. Na izraelské straně byl zabit 1 voják.

### 19. července
Během odpoledne proniklo několik palestinských militantů v izraelských uniformách tunelem do Izraele. V následné přestřelce zahynuli dva izraelští vojáci a jeden Palestinec. Zbývající Palestinci uprchli tunelem, někteří z nich zahynuli v při pozdějším náletu na pásmo Gazy. Raketa vystřelená pozdě odpoledne z Gazy zasáhla v Izraeli stan beduínské rodiny, přičemž zahynul otec rodiny.
Dle sdělení IOS bylo od počátku pozemní operace zabito více než 40 palestinských ozbrojenců a 21 jich bylo zajato. Během dne bylo proti Izraeli vystřeleno více než 94 raket. IOS zaútočila v Gaze na 140 míst, což mělo za následek 49 mrtvých.

### 20. července
IOS oznámily, že na izraelské území pronikl tunelem palestinský ozbrojenec, který před tím, než byl sám zabit zastřelil jednoho izraelského vojáka. Další izraelský voják byl zabit protitankovou střelou. Podle Hamásu zahynulo při tomto útoku 5 izraelských vojáků.
Krátce po půlnoci zahynulo v zasaženém obrněném transportéru sedm izraelských vojáků. Během ozbrojeného konfliktu v jedné ze čtvrtí Gazy zahynulo v bojích 72 Palestinců, vesměs civilistů. K eskalaci bojů došlo poté, co se izraelská pěchota dostala pod palbu příslušníků palestinských ozbrojených skupin a následně požádala o dělostřeleckou a leteckou podporu. Předseda palestinské samosprávy Mahmúd Abbás tyto boje nazval masakrem. Kvůli evakuaci zraněných z této oblasti požádal Hamás prostřednictvím Červeného půlměsíce o humanitární příměří. Poté, co Izrael souhlasil, vstoupilo ve 13.30 místního času příměří v platnost. O hodinu později ale sami Palestinci příměří porušili. Na jejich palbu Izraelci odpověděli, přesto ale následně souhlasili s prodloužením příměří.
Během dne bylo podle IOS zabito 13 izraelských vojáků a 100 palestinských ozbrojenců. Odhaleno bylo více než 10 tunelových systémů. Během útoku proti domu jednoho z příslušníků Hamásu zahynulo spolu s ním i 25 příslušníků jeho rodiny. Podle Hamásu v bojích během dne zahynulo 32 izraelských vojáků. Navíc Hamás prohlásil, že zajal izraelského vojáka jménem Saul Aron. Izrael tyto zprávy popřel.

### 21. července
V noci se dvě skupiny palestinských bojovníků pokusily proniknout prostřednictvím tunelů do Izraele. IOS obě skupiny napadla a 10 ozbrojenců zabila. Během dalšího útoku se podařilo 10 Palestincům v uniformách IOS proniknout do Izraele. Čtyři izraelští vojáci byli zabiti, když jejich džíp zasáhla protitanková střela.
Podle zpráv z Gazy zabily střepiny pět lidí v místní nemocnici. Podle IOS cílem útoku byly protitankové střely uložené poblíž nemocnice. Na hraničním přechodu Erec zřídily IOS polní nemocnici pro zraněné z Gazy. Podle CNN více než 83 000 Palestinců hledá útočiště v zařízeních OSN.
Během dne zahynulo celkem sedm izraelských vojáků.

## Třetí týden

### 22. července
Ráno oznámily IOS, že během noci zahynuli dva izraelští vojáci. Později izraelská armáda oznámila, že postrádá ostatky jednoho ze svých vojáků zabitého v boji. Podle jména Orol Saul by se mohlo jednat o vojáka, o němž Hamás tvrdí, že ho zajal. Podle oficiálního stanoviska IOS je ale voják mrtev.
Podle tvrzení zpravodajské agentury Al-Jazeera se její kancelář stala cílem útoku izraelské armády. To ale IOS popírá, nicméně nevylučuje, že se mohlo jednat o nepřímé škody vzniklé při útoku na jiné cíle. Během odpoledne IOS zveřejnily informace o Palestincích, kteří pronikli předcházející den do Izraele: nejméně tři z nich byli děti ve věku 13-14 let vybavené tzv. sebevražednými vestami.
Během večera vydala EU prohlášení, ve kterém odsoudila odpalování raket z pásma Gazy, používání lidských štítů a vyzvala k odzbrojení všech militantních skupin v Gaze. Ve zprávě se dále píše, že přestože má Izrael právo na obranu, je EU zděšena ztrátami na lidských životech v Gaze. Zároveň požádala Izrael, aby se snažil omezit civilní ztráty.
Večer UNRWA oznámila, že již podruhé v jednom týdnu nalezla během kontroly uskladněné rakety v jedné ze svých škol.

### 23. července
Během noci některé ze zpráv hovořily o tom, že IOS ostřeluje nemocnici Al-Wafa. Izrael sdělil, že se jeho jednotky při několika příležitostech ocitly pod přímou palbou z nemocnice. Zároveň zveřejnil video ukazující střelbu z nemocnice, varování ze strany IOS a následný útok, který vyvolal výbuch munice uložené v nemocnici.
Ráno oznámil Hamás, že sestřelil stíhačku F-16 izraelského letectva. Izrael tuto zprávu nijak nekomentoval.
Během odpoledne oznámil Izrael, že v jednom z nově objevených tunelů byly nalezeny izraelské uniformy, mapy a zbraně. Od začátku operace objevila izraelská armáda 28 tunelových systémů a více než 60 vstupů do tunelů. Tři izraelští vojáci zahynuli v troskách domu, když padli do předem nastražené léčky.

### 24. července
Během noci se v obklíčení poblíž Chan Junis vzdalo 150 příslušníků Hamásu.
11 lidí, včetně 7 dětí a 2 žen zahynulo a 110 dalších bylo zraněno během útoku na školu UNRWA sloužící civilistům jako úkryt. Přestože Izrael nepřiznal odpovědnost za útok, jeden z velitelů IOS připustil, že by škola mohla být zasažena izraelskou palbou. Zatímco úřady v Gaze obvinily z útoku Izrael, OSN a Fatáh po svém vyšetřování sdělili, že se neví, kdo na školu zaútočil. V okamžiku útoku se ve škole ukrývalo 800 lidí.
Během večera protestovalo více než 10000 Palestinců na Západním břehu Jordánu. Tato akce byla největším protestem od dob druhé intifády. V návaznosti na tyto protesty vyzval Hamás k jejich pokračování.

### 25. července
Na tento den vyzvali palestinští představitelé všechny Palestince k účasti na tzv. Dni hněvu.
Podle IOS během dne zahynuli při pokusu o únos izraelský voják a palestinský ozbrojenec. Podle Hamásu zahynulo během dne 10 izraelských vojáků. Při sesutí jednoho z tunelů byl zraněn izraelský velitel divize.
Návrh Johna Kerryho na příměří a setkání v Káhiře studují jak Hamás, tak Izrael. Součástí jednání by měly být tyto body:
- Otevření hraničních přechodů mezi pásmem Gazy a Izraelem.
- Otevření hraničního přechodu mezi pásmem Gazy a Egyptem
- Výměna Šalita za palestinské vězně
- Rozšíření rybolovného pásma pro palestinské rybáře

Během večera Izrael podmínky příměří odmítl jako nedostačující, neboť nezmiňují ničení tunelů, souhlasil ale s dvanáctihodinovým humanitárním příměřím.

### 26. července
Izrael i Hamás souhlasili s dvanáctihodinovým humanitárním příměřím od 8.00 do 20.00. Izrael ale uvedl, že v likvidaci tunelů bude pokračovat i během příměří. Z pásma Gazy bylo na území Izraele před začátkem příměří vystřeleno 9 raket.
Zatímco Izrael těsně před koncem příměří souhlasil s jeho čtyřhodinovým prodloužením, Hamás prodloužení odmítl a zahájil ostřelování Izraele. Izrael palbu neopětoval.
Během příměří bylo v pásmu Gazy nalezeno dalších 150 těl, čímž celkový počet obětí přesáhl 1000.
Poté, co na následky zranění zemřeli dva izraelští vojáci, dosáhly izraelské ztráty 42 lidí. Izrael také postrádá tělo izraelského vojáka a předpokládá, že je v rukou Hamásu.

### 27. července
Půlnocí skončilo prodloužené příměří. Přes pokračující ostřelování ze strany Palestinců souhlasil Izrael s jeho prodloužením o 24 hodin. Hamás odmítl příměří, které neobsahuje podmínku izraelského stažení se z Gazy. Po několika hodinách, kdy Izrael respektoval požadavek OSN na humanitární příměří začal Hamás znovu ostřelovat Izrael, na což IOS odpověděly útoky na cíle v Gaze. Později zveřejnil Hamás žádost o další příměří, přičemž ale pokračoval v palbě na Izrael.
Kromě Izraele pokračoval v ničení tunelů i Egypt. Dle egyptského prohlášení se v poslední době podařilo zničit 13 tunelů spojující Gazu s Egyptem. Dle oznámení Izraele byl při útoku IOS zabit jeden z velitelů Hamásu, Ismajl Mohamed Saad Akluk. Izraelské ministerstvo zdravotnictví nabídlo do pásma Gazy humanitární pomoc obsahující lékařské vybavení a darovanou krev. Palestinská samospráva pomoc odmítla.
Podle vyšetřování případu ostřelování a následných úmrtí v objektu UNRWA, které provedla IOS, izraelský granát, který do prostoru školy dopadl nezpůsobil žádná zranění. OSN uvedla, že provede vlastní šetření.
Ve večerních hodinách ve svém prohlášení potvrdil americký prezident B. Obama svou podporu právu Izraele na vlastní obranu, ale vyjádřil znepokojení nad ztrátami na životech mezi civilisty v Gaze.

### 28. července
Na svém mimořádném zasedání RB OSN vyzvala obě bojující strany k zahájení okamžitého a časově neomezeného humanitárního příměří. Ve svém prohlášení RB OSN ale nezmínila ani Hamás ani Izrael, hovoří se pouze o bojujících stranách. Zároveň RB OSN požádala Egypt o zprostředkování trvalého příměří.
IOS se oficiálně distancovaly od útoku na nemocnici Al-Šifa v Gaze. Při výbuchu zde bylo zraněno několik desítek lidí. Dle tvrzení IOS byla exploze způsobena výbuchem rakety Fajr-5, kterou se místní ozbrojenci pokusili vystřelit na Izrael. Hamás i PIJ popřely, že by měly s výbuchem něco společného.
Ve večerních hodinách zaútočilo v Izraeli na izraelské vojáky palestinské komando, které prošlo tunelem s cílem unést izraelského vojáka. V boji s příslušníky IOS bylo podle izraelské armády zabito pět izraelských vojáků a jeden Palestinec, zbytek Palestinců se stáhl. Podle tvrzení Hamásu bylo zabito 10 izraelských vojáků a žádný Palestinec.
Čtyři izraelští vojáci zahynuli během minometného útoku z pásma Gazy na Eškol. IOS na to odpověděly palbou, když před tím vyzvaly obyvatele cílových oblastí, aby se evakuovali. Další izraelský voják zahynul po útoku protitankovou střelou na obrněný buldozer. Skupina Palestinců, která střelu odpálila se ukryla v blízké budově, která byla následně zničena izraelskými obrněnými buldozery. Ve zřícené budově zahynulo osm ozbrojenců, dva byli zajati.
Dle tvrzení Hamásu se jeho příslušníkům podařilo během tří samostatných útoků zabít celkem 19 izraelských vojáků.
Izrael kritizoval příměří navržené ministrem Johnem Kerrym za to, že se jedná o podporu Hamásu. Izrael zároveň prohlásil, že nebude souhlasit s žádným příměřím, které nebude akceptovat ničení tunelů a demilitarizaci pásma Gazy.

## Čtvrtý týden

### 29. července
Krátce po půlnoci oznámila Francie, že předala na pomoc Gaze 8 milionů Euro.
Během noci zaútočily IOS na 70 cílů uvnitř pásma Gazy. Zabito bylo přes 100 lidí, mimo jiné i velitel PIJ v Rafahu. Zasažen byl i dům jednoho z politických vůdců Hamásu Ismaijla Ahmeda Haníji, budovy, ve kterých sídlí televizní stanice a rozhlasová stanice provozované Hamásem či jediná elektrárna v Gaze.
Během večera oznámil Egypt, že se všechny strany konfliktu dohodly na příměří, žádné datum ale nebylo stanoveno.
Společně se svou manželkou a pěti dětmi zahynul ve svém domě Waddah Abu Amer, politický vůdce DFOP po zásahu raketou odpálenou izraelskou armádou. V podvečer zlikvidovali příslušníci IOS skupinu palestinských ozbrojenců, která tunelem pronikla do Izraele.
Při kontrole svých objektů nalezli pracovníci UNRWA již potřetí ve jedné ze škol uskladněné rakety.

### 30. července
PIJ oznámil, že žádná z palestinských skupin nebyla oficiálně pozvaná do Egypta na jednání o příměří.
19 Palestinců zemřelo po zásahu raketou do jedné z budov UNRWA. Izrael připustil, že úder provedly IOS s tím, že z blízkého okolí byla proti Izraeli odpálena raketa.
Izrael souhlasil s čtyřhodinovým humanitárním příměřím. Hamás příměří odmítl s tím, že se jedná o izraelský pokus mediálně vylepšit svůj obraz.
Ve večerních hodinách zahynuli 3 izraelští vojáci poté, co se na ně zhroutila budova zdravotního střediska UNRWA. UNRWA později oznámila, že se nejednalo o její budovu a ani o jejich zdravotní středisko.
Dle tvrzení Hamásu bylo 15 izraelských vojáků zabito při pumovém útoku východně od Khan Junis. Dalších 12 vojáků bylo údajně zabito, když padlo do pasti při vstupu do podminovaného domu. 15 dalších vojáků bylo při výbuchu zraněno. Dle tvrzení IOS bylo během dne zabito jeho vojáky 9 palestinských ozbrojenců.
Za celou dobu operace bylo zabito v pásmu Gazy 1346 lidí, Izrael ztratil 56 vojáků a tři civilisty.

### 31. července
USA se rozhodly Izraeli předat zásoby zbraní včetně raketometů či minometů, které měly USA v Izraeli řadu let uskladněné. Časně ráno oznámil Izrael, že rozhodl o povolání dalších 18000 záložníků.
Palestinská samospráva oznámila, že hodlá zažalovat Izrael u Mezinárodního trestního soudu za válečné zločiny. Samospráva se tak rozhodla i přes riziko, že sama bude čelit podobné žalobě ze strany Izraele.
Izrael a Hamás se dohodly na humanitárním příměří trvajícím 72 hodin a to od 1. srpna od 8.00. Izraelský premiér Netanjahu nicméně uvedl, že Izrael bude pokračovat v ničení tunelů bez ohledu na příměří. Během dalších jednání v Káhiře budou o podmínkách příměří jednat všechny strany, přičemž Egypt bude prostředníkem mezi Izraelem a USA na jedné straně a Hamásem na straně druhé.
Počet obětí v Gaze stoupl na 1441, čímž překonal počet obětí z operace Lité olovo.

### 1. srpna
V 9.30, 90 minut poté, co vstoupilo v platnost příměří, se dostala skupina příslušníků Hamásu tunelem do Rafáhu, kde zaútočila na izraelské vojáky. Dva z nich zabila a jednoho, Hadara Goldina unesla. Porušení příměří následně odsoudila prostřednictvím svých představitelů řada zemí, včetně OSN. Kolem 10 hodiny došlo k dalšímu porušení příměří, když příslušníci Hamásu vystřelili proti Izraeli nejméně 15 raket. 62 Palestinců zahynulo během následných těžkých bojů v Rafahu. Vzhledem k útokům Izrael odvolal příměří.

### 2. srpna
Vojenské křídlo Hamásu, Brigády Izz ad-Dína al-Kassáma popřely svou účast na Goldinově únosu. Naproti tomu Hamás přiznal, že ztratil kontakt se skupinou, která útok a následný únos provedla. Hamás předpokládá, že všichni bojovníci i se zajatým Goldinem zahynuli při izraelských leteckých či dělostřeleckých útocích.
Podle palestinského ministerstva zdravotnictví intenzivní útoky v oblasti, kde byl Goldin unesen způsobily smrt nejméně 112 Palestinců.

### 3. srpna
Izrael pokračoval v cílených náletech na Gazu. Cílem ostřelování se stala jižní a střední část pásma Gazy. Cílem ostřelování se podle TV Al-Aksá mimo jiné stala kolem 11 hodiny i škola OSN v Rafahu, zabito bylo nejméně sedm lidí a 30 zraněno. Podle některých zpráv není jasné, zda výbuch byl důsledek palestinské či izraelské vojenské činnosti. Podle tvrzení Izraele IOS zaměřila poblíž školy 3 ozbrojence na motorce. IOS incident nadále vyšetřuje.
Bylo zjištěno, že Hadar Goldin unesený palestinskými ozbrojenci byl zabit při aplikaci izraelské směrnice Hannibal, podle které IOS bombarduje oblast, ve které byl voják zajat a to i s rizikem smrti zajatého vojáka. IOS ukončila ničení nalezených tunelů, premiér Netanjahu nicméně prohlásil, pozemní operace v Gaze bude pokračovat. Zároveň prohlásil, že Izrael nebude jednat s Hamásem o příměří za situace, kdy tato příměří Hamás vzápětí porušuje. Ke stažení izraelských sil z Gazy dojde poté, až bude Izrael přesvědčen o tom, že byla obnovena jeho bezpečnost.
Izraelské letectvo provedlo úspěšné nálety proti bojovníkům Hamásu, mimo jiné i proti několika jeho velitelům. Další čtyři palestinští bojovníci zahynuli v budově, která se stala cílem ostřelování ze strany IOS. Pod troskami zříceného domu zahynuli i další tři ozbrojenci Hamásu, když byli spatřeni při vystupování z tunelu a před palbou izraelských vojáků se ukryli v jednom z domů, který byl následně zničen. V objeveném tunelu našli Izraelci množství zbraní a munice. Tunel byl následně zničen.
IOS zahájila přesun svých pozemních jednotek. Podle prohlášení izraelského ministra obrany se nejedná o stahování ale o přesun, aby letectvo mohlo lépe dělat svou práci.
Během dne palestinští ozbrojenci proti Izraeli vystřelili 119 raket.

### 4. srpna
Při leteckém útoku v severní Gaze byl zabit vysoce postavený velitel Islámského džihádu Daniel Mansour. Z Gazy do Izraele mířila raketová palba. Od 10.00 vyhlásil Izrael sedmihodinové humanitární příměří.
Během odpoledne zastřelila izraelská policie v Jeruzalémě muže, který za volantem bagru těžce zranil chodce a poté najel do osobního vozu a autobusu. Zraněný chodec zraněním podlehl. Podle policie se řidič jmenoval Mohammad Jabbis a mstil se za zničení domu svého příbuzného. Další útočník v Jeruzalémě zastřelil na Hebrejské univerzitě izraelského vojáka a poté uprchl na motocyklu.
Pozdě večer bylo oznámeno, že Izrael a Hamás se dohodli na příměří, které by mělo trvat 72 hodin.

## Pátý týden

### 5. srpna
Během celého dne obě strany udržovaly příměří. Delegace všech zúčastněných stran dále diskutovaly v Káhiře o dlouhodobějším příměří.
Americký prezident Obama podpisem stvrdil poskytnutí 225 milionů dolarů Izraeli na činnost Iron Dome.

### 6. srpna
S egyptským návrhem o prodloužení příměří vyslovil souhlas Izrael, Hamás oznámil zahájení bojů v případě, že nebudou splněny palestinské požadavky.
V jižním Izraeli se rozezněly varovné sirény, poplach se ale ukázal jako falešný.

### 7. srpna
Souhlas s trvalým příměřím Hamás podmiňuje zrušením izraelské blokády pásma Gazy. Ukončení blokády a rozšíření rybolovné oblasti podmiňuje Izrael demilitarizací všech ozbrojených skupin v Gaze.
Během večera bylo Gaze nalezeno tělo Ajmana Taha, jednoho ze spoluzakladatelů Hamásu. Podle některých tvrzení byl popraven za špionáž pro Egypt. Hamás navíc přiznal že řada Palestinců byla popravena za spolupráci s Izraelem.

### 8. srpna
Během jednání v Káhiře oznámil Izrael střelbu z jihu pásma Gazy. Hamás však toto obvinění odmítl. Ráno dopadlo na území Izraele několik minometných granátů.
V 8.00, po skončení příměří byly z pásma Gazy vypaáleny směrem na Aškelon rakety. Během následujíjících hodin bylo proti Izraeli vypáleno 35 raket. IOS odpověděly obnovením leteckých úderů v pásmu Gazy. Izraelská delegace opustila Káhiru, neboť Izrael odmítl vyjednávat o dlouhodobém příměří pokud je pod palbou.
Podle IOS bylo po obnovení bojů vypáleno proti Izraeli více než 57 raket, IOS udeřily proti 51 cílům v Gaze.

### 9. srpna
Při náletu izraelského letectva byl v Gaze zabit jeden činitelů Hamásu Moaaz Zaid.
Během dne bylo proti Izraeli vystřeleno více než 30 raket, Izrael zaútočil v Gaze na 49 cílů.

### 10. srpna
Stejně jako Izrael opustily káhirská jednání o příměří i zástupci palestinských skupin. Přesto se všechny strany dohodly na třídenním příměří začínajícím půlnocí.
Během odpoledne byl uzavřen přechod Kerem Šalom kvůli pokračujícímu raketovému ostřelování. Přes přechod se pokusila do Izraele proniknout skupina šesti ozbrojenců, kteří byli následně zlikvidováni.
Během večera Turecko oznámilo, že využije příměří, aby evakuovalo zraněné Palestince do svých nemocnic.
Proti Izraeli bylo vystřeleno větší množství raket..

### 11. srpna
Z důvodu přijímání humanitární pomoci rozhodl Egypt o otevření hraničního přechodu.
Během odpoledne oznámila OSN vytvoření vyšetřovací komise, která by se měla zabývat současným izraelsko-palestinským konfliktem. Členy byli jmenováni William Schabas, Amal Alamuddinová a Doudou Diène. Izrael ale zpochybnil nezávislost komise z důvodu Schabasových veřejně prezentovaných protiizraelských postojů.

## Šestý týden

### 12. srpna
Turecká humanitární organizace IHH oznámila nový pokus o prolomení izraelské námořní blokády Gazy.
Během jednání o dlouhodobém příměří v Káhiře učinily zúčastněné strany pokroky, přestože Izrael stále nesouhlasí s vybudováním přístavu či letiště v Gaze. Hamás obvinil izraelské námořnictvo z porušení příměří, Izrael oponoval, že jeho lodě vystřelily varovné výstřely na rybářskou loď, která opustila prostor vyhrazený pro rybolov.

### 13. srpna
Velká Británie oznámila pozastavení prodeje vojenského materiálu do Izraele do doby, než se vyšetří jeho způsob užití. 6 lidí v Gaze zahynulo poté, co se pokoušeli rozebrat nevybuchlé izraelské rakety. Podle pozdějších zpráv byli mezi mrtvými dva novináři AP a tři palestinští policisté.
Izrael a palestinské skupiny se dohodly na třídenním prodloužení příměří. Několik hodin před koncem příměří dopadlo do Izraele několik raket. Hamás svou účast na střelbě popřel. Krátce před jeho vypršením oznámili Palestinci prodloužení příměří o pět dní. Ještě před půlnocí dopadlo na území Izraele několik dalších raket.

### 14. srpna
Jako odvetu za raketové ostřelování navzdory příměří udeřilo izraelské letectvo na čtyři cíle v pásmu Gazy.
USA pozastavily vzhledem k probíhajícímu konfliktu prodej protitankových raket Hellfire do Izraele.

### 15. srpna
Důstojník PID uvedl, že bez ohledu na rozhovory bude příměří pokračovat. Rozhovory o stavbě letiště a přístavu v Gaze byly odloženy.
Egyptský deník Al Šarouk zveřejnil jedenáct podmínek pro izraelsko-palestinská jednání o příměří:
- Izrael zastaví všechny vojenské akce v pásmu Gazy, a to jak na zemi, tak i ve vzduchu a na moři
- Všechny palestinské frakce zastaví útoky proti Izraeli, a to jak na zemi, tak i ve vzduchu a na moři
- Přechody pro transport zboží mezi Izraelem a Gazou budou spravovány jak Izraelem tak i Palestinskou samosprávou
- Izrael a Palestinská samospráva budou společně řešit veškeré otázky spojené s finančními prostředky určenými na rekonstrukci Gazy
- V několika fázích budou odstraněna ochranná pásma podél bezpečnostního plotu
- Rozšíření rybolovné oblasti na 12 mil bude provedeno v několika fázích a jeho provádění bude koordinováno Izraelem a Palestinskou samosprávou
- Izrael bude napomáhat Palestinské samosprávě při obnově zničené infrastruktury zničené v Gaze a také těm, jejichž příbytky byly zničeny
- Mezinárodní humanitární organizace poskytnou základní materiál potřebný pro obnovu Gazy
- Egypt prosí mezinárodní společenství o poskytnutí rychlé humanitární a finanční pomoci na rekonstrukci Gazy
- Výměna zajatců a ostatků padlých bude projednána později
- Výstavba letiště a přístavu v Gaze bude projednána později

### 16. srpna
Palestinci v Káhiře prohlásili, že pokud Izrael nesplní jejich požadavky, bude čelit dlouhé válce. Izraelští představitelé prohlásili, že pokud jednání v Káhiře selžou, další jednání o příměří by měly být vedeny pod záštitou Rady bezpečnosti OSN.

### 17. srpna
Ve svém stanovisku k palestinským požadavkům sdělil Izrael, že pokud nebude Izraeli zaručena bezpečnost a demilitarizace pásma Gazy, necítí se vázán k plnění palestinských požadavků. Jako gesto dobré vůle zrušil Izrael rybolovnou blokádu a rybářům z Gazy povolil lov až tři kilometry mimo vyhrazené území.

### 18. srpna
S blížícím se koncem příměří izraelský premiér Netanjahu prohlásil, že Izrael je připraven na všechny eventuality, které v pásmu Gazy mohou nastat.
Pozdě večer se objevily zprávy, že Izrael a palestinské frakce se dohodly na dlouhodobém příměří.

## Sedmý týden

### 19. srpna
Během noci se objevily zprávy, že USA na oplátku za zmírnění blokády pásma Gazy ze strany Izraele využijí svého vlivu k tomu, aby zabránil v přezbrojení Hamásu.
Během odpoledne explodovaly tři rakety poblíž Beerševy. Byla to první palba po šest dnů trvajícím příměří. Hamás svůj podíl na ostřelování popřel. Premiér Netanjahu nařídil IOS provést odvetné údery a stáhl své vyjednavače z Káhiry. Po 18 hodině bylo z pásma Gazy vystřeleno několik raket proti izraelským městům včetně Tel Avivu. K odpovědnosti za tuto střelbu se přihlásil Hamás. Hamás také prohlásil, že vinu za porušení příměří nese Izrael. USA z porušení příměří obvinily Hamás a zopakovaly právo Izraele na obranu. Podle vysokého činitele Fatahu Katar pohrozil Hamásu, že politický představitel Hamásu Chálid Mašál bude z Kataru vyhoštěn, přijme-li Hamás příměří dojednané v Egyptě.
Během dne bylo z pásma Gazy proti Izraeli vystřeleno 50 raket, Izrael udeřil proti 30 cílům v pásmu Gazy.

### 20. srpna
Během nočního leteckého útoku provedeného izraelským letectvem zahynula v Šejk Radwan manželka a dvě děti Mohammada Deifa, vrchního velitele Brigád Izz ad-Dína al-Kassáma, vojenského křídla Hamásu. Podle IOS byl cílem útoku samotný Deif, Hamás prohlásil, že Deif je živ a zdráv a během útoku v domě nebyl. Fotografie údajného mrtvého Deifova těla prohlásil Hamás za falešné.
Objevily se další zprávy, podle kterých Katar pohrozil vyhoštěním Chálida Mašala pokud by Hamás přijal egyptské příměří.
Hamás pohrozil další střelbou raketami směrem na Ben Gurionovo letiště. Po tomto prohlášení všechny letecké společnosti zrušily své lety na toto letiště.
Během dne bylo z pásma Gazy proti Izraeli vypáleno 168 raket, Izrael podnikl proti pásmu Gazy 92 útoků.

### 21. srpna
Během dopoledních hodin se izraelskému letectvu podařilo při útocích zabít tři vysoce postavené velitele Hamásu, Reada al Atara, Muhammada Abu Šamala a Muhammada Barhouma. Podle vyjádření Hamásu se jedná velice vážný zločin, za který bude Izrael platit. Izraelští představitelé naopak likvidaci tří velitelů Hamásu přivítali.
Při izraelských leteckých útocích zahynulo během dne celkem 8 Palestinců.

### 22. srpna
Během dne popravili ozbrojenci Hamásu v Gaze celkem 18 Palestinců, které viní ze spolupráce s izraelskými zpravodajskými službami. 7 z nich popravili veřejně, dalších 11 bylo popraveno poté, co byli soudem shledáni vinnými ze spolupráce s Izraelem. Podle některých zdrojů se jedná o reakci na zabití tří vysokých velitelů Hamásu izraelským letectvem.
Podle údajů zveřejněných izraelským tiskem se náklady na operaci na izraelské straně vyšplhaly na 2,5 miliardy dolarů. Mezi nejnákladnější položky patří vybavení povolaných záložníků a logistika. K mírnému poklesu nákladů došlo poté, co Izrael stáhl část svých pozemních jednotek z pásma Gazy.
Izrael provedl přibližně 30 leteckých úderů. Raketa vystřelená z Gazy zasáhla v Ašhodu synagogu a zranila tři civilisty.
Při palestinském ostřelování zahynul na jihu Izraele čtyřletý chlapec. Jedná se o první dětskou oběť na izraelské straně.

### 23. srpna
Hamás pokračoval v popravách Palestinců obviněných ze spolupráce s Izraelem. Popraveni byli 4 lidé. Předseda palestinské samosprávy Abbás popravy bez soudu označil za nelegální. Amnesty International ve svém prohlášení sdělila, že právo na spravedlivý proces před soudem zůstává v platnosti i během ozbrojeného konfliktu.
Po izraelském úderu se zřítil známý apartmánový komplex v Gaze.
Podle IOS sloužil jako velitelství Hamásu.

### 24. srpna
Dvě rakety vypálené z Libanonu zranili v Izraeli 2 pětileté děti. Dalších pět raket dopadlo na Golanské výšiny ze Sýrie. Jedná se však o rakety, které na Izrael dopadly omylem poté, co syrská armáda zahájila ofenzivu proti povstalcům. Během dne bylo proti Izraeli vypáleno 135 raket a granátů, do obydlených oblastí dopadlo pět střel, zbytek byl zničen za letu nebo dopadl do neobydlených oblastí.
Izrael dále vyzval obyvatele Gazy, aby se nezdržovali v místech, odkud provádí Hamás svou teroristickou činnost, neboť každé takové místo je naším cílem.
Během leteckých úderů byl zabit Mohammed al-Ghoul odpovědný za financování Hamásu a zničena sedmipatrová budova v Rafahu.

### 25. srpna
Na veřejnosti se objevily první zprávy o plánu předsedy palestinské samosprávy Abbáse na nezávislý palestinský stát.
Podle těchto zpráv Abbás v první fázi požádá OSN o stanovení lhůty na stažení Izraele na hranice z roku 1967.
Izrael je proti stažení.
Podle prohlášení Hamásu se jeho příslušníkům podařilo sestřelit izraelský dron nad pásmem Gazy.
V odpoledních hodinách se z palestinského zdroje objevily zprávy o tom, že palestinské skupiny se dohodly na měsíčním příměří navrženém Egyptem.
Při výslechu zajatců z řad Hamásu ze strany IOS vyšlo najevo, že Hamás skutečně používá mešity k vojenským účelům. Zároveň se potvrdilo, že tunely jsou záměrně budovány poblíž škol a nemocnic.
Ve večerních hodinách byly z Libanonu vypáleny další rakety do Izraele.
IOS palbu opětovaly.
Během dne bylo z Gazy vystřeleno proti Izraeli celkem 120 raket a minometných granátů.

## Osmý týden

### 26. srpna
Během dopoledne zaútočil Izrael v Gaze na dvě výškové budovy, ve kterých jsou kromě obchodů a komerčních prostor umístěny i byty. Jednu z budov úplně zničil, druhou poškodil. Kromě toho zaútočil na dalších 40 cílů. Podle palestinských zdrojů při těchto útocích zahynulo 6 lidí a 20 bylo zraněno. Z Gazy bylo proti Izraeli během dne vystřeleno 69 raket, 1 člověk zemřel, 45 lidí bylo zraněno.
Během noci byly na Izrael vystřeleny i dvě rakety z Libanonu, na což Izrael odpověděl dělostřeleckou palbou.
Od 18 hodin SELČ začalo platit příměří dojednané mezi bojujícími stranami za egyptského prostřednictví. Izrael se v podmínkách zavázal, že do pásma Gazy vpustí humanitární pomoc a dodávky stavebního materiálu. Samotné příměří bylo sjednáno na dobu jednoho měsíce, ale již hodinu po jeho zahájení zazněly na jihu Izraele poplašné sirény. Poplachy se ale ukázaly jako falešné. V pásmu Gazy obyvatelé slavili přerušení bojů a představitelé palestinské samosprávy a Hamásu toto příměří označují za palestinské vítězství.

### 27. srpna
Podle IOS během 50 dnů bojů bylo proti Izraeli vypáleno 4562 raket a minometných granátů, 3641 z nich dopadlo na izraelské území, protiraketový systém Iron Dome zachytil 735 raket. IOS za toto období zaútočily v pásmu Gazy na 5262 cílů.